# Scapanulus
Genre
Scapanulus est un genre de mammifères de la famille des Talpidés (Talpidae). Ce genre n'est plus représenté que par une seule taupe : Scapanulus oweni.

## Classification
Ce genre a été décrit pour la première fois en 1912 par le zoologiste britannique Michael Rogers Oldfield Thomas (1858-1929).
Le genre fait traditionnellement partie de l'ancien ordre des Insectivora, comme tous les autres talpidés.
Classification plus détaillée selon le Système d'information taxonomique intégré (SITI ou ITIS en anglais) :
 Règne : Animalia ; sous-règne : Bilateria ; infra-règne : Deuterostomia ; Embranchement : Chordata ; Sous-embranchement : Vertebrata ; infra-embranchement : Gnathostomata ; super-classe : Tetrapoda ; Classe : Mammalia ; Sous-classe : Theria ; infra-classe : Eutheria ; ordre : Soricomorpha ; Famille : Talpidae ; Sous-famille : Scalopinae ; Tribu : Scalopini .

## Liste d'espèces
Selon Mammal Species of the World (version 3, 2005)  (27 janvier 2015), Catalogue of Life (27 janvier 2015), ITIS (27 janvier 2015) et NCBI (27 janvier 2015) :
- Scapanulus oweni Thomas, 1912

Selon Paleobiology Database (27 janvier 2015) :
- † Scapanulus agrarius Skoczen 1980
- † Scapanulus lampounensis Mein and Ginsburg 1997